# Dominique Herr
Pour les articles homonymes, voir Herr.
Dominique Herr, né le 25 octobre 1965 à Bâle, est un joueur de football suisse.

## Biographie

### En club
Pendant sa carrière, Dominique Herr joue avec trois équipes de Ligue nationale A dans le championnat suisse : le FC Bâle, le FC Lausanne-Sport et le FC Sion, pour un total de 320 sélections et 16 buts. Il gagne deux fois la Coupe de Suisse avec le FC Sion, en 1995 et en 1996. 

### En sélection
Avec l'équipe nationale, il joue 52 matches et marque 4 buts.